# Blohm & Voss BV 141
Blohm & Voss BV 141 — немецкий самолёт-разведчик, разработанный фирмой «Blohm & Voss» в 1938 году. Отличался асимметричным строением планера. Испытан в нескольких вариантах, на вооружение не принят.

## Разработка
В 1937 году Имперское министерство авиации опубликовало требования к новому разведывательному самолёту. Главным требованием было обеспечение хорошего обзора из кабины. В конкурсе участвовали «Арадо», «Фокке-Вульф» и «Бломм+Фосс». Арадо предоставил проект Arado Ar 198, «Фокке-Вульф» предложил проект двухмоторного разведчика «Fw 189». В начале был выбран проект Arado Ar 198, но после постройки опытного образца оказалось, что его лётные характеристики оставляют желать лучшего. Из оставшихся двух проектов был выбран Fw 189, несмотря на то, что он имел два двигателя (по условиям конкурса разведчик должен был иметь один двигатель). Фирма «Бломм+Фосс» не была приглашена к участию в конкурсе, тем не менее разработала на свои деньги более оригинальный вариант самолёта BV 141 (конструктор Рихард Фогт) с асимметрично расположенной кабиной и обрубленным горизонтальным оперением, что улучшало обзор.
Консервативные рационалисты из Имперского министерства авиации ужаснулись, увидев этот проект. Тем не менее благодаря личной поддержке Эрнста Удета, главы  технического управления министерства, было создано три опытных образца и производственная серия из пяти машин BV 141A. На них были установлены звездообразные двигатели BMW 132.
Выполненная из оргстекла гондола для экипажа, напоминающая гондолу «Фокке-Вульфа Fw 189», располагалась справа. Слева находился цилиндрический фюзеляж, в котором располагался двигатель «Bramo 323». Фюзеляж оканчивался хвостовым оперением, которое на первых прототипах было симметричным. На более поздних образцах хвостовое оперение было смещено влево, чтобы обеспечить стрелку больший сектор обзора.
Казалось, что асимметричная конструкция опасно дисбалансирует самолёт. Тем не менее лётные испытания подтвердили отличную устойчивость и манёвренность машины. Кроме того, увеличенный вес правой стороны самолёта компенсировал реактивный момент двигателя.
В 1945 году наступающими войсками союзников были обнаружены несколько разбитых BV 141. Один из них был захвачен британцами и отправлен конструкторам в Великобританию, тем не менее нет ни одного свидетельства, что с ним проводились летные испытания. До наших дней не дошёл ни один экземпляр этого необычного самолёта.

## Испытания
Уже первые испытания прототипов и предсерийных машин типа «BV 141А-0» показали, что мощности 1000-сильного «Bramo 323» недостаточно. К моменту появления модифицированных «BV 141B-0» с двигателем «BMW 801» мощностью 1560 л. с. производство конкурирующего «Fw 189» уже шло полным ходом.
Пилоты-испытатели хвалили летные характеристики Blohm & Voss 141, но вот посадку самолета все в один голос ругали. Отказы гидравлики в системе шасси преследовали конструкцию с самого первого опытного образца, а возросшая из-за тяжелого двигателя масса только усугубила эту проблему. Один из прототипов был даже вынужден произвести аварийную посадку — на брюхо.
Проект вызвал неоднозначную реакцию Министерства, однако не оказал существенного влияния на решение о производстве «Фокке-Вульфа Fw 189». Дефицит же двигателей «BMW 801», необходимых для производства истребителей «Фокке-Вульф Fw 190», окончательно поставил крест на планах запуска самолёта в производство.

## Характеристики («BV 141B»)

Схема самолёта.

### Общие

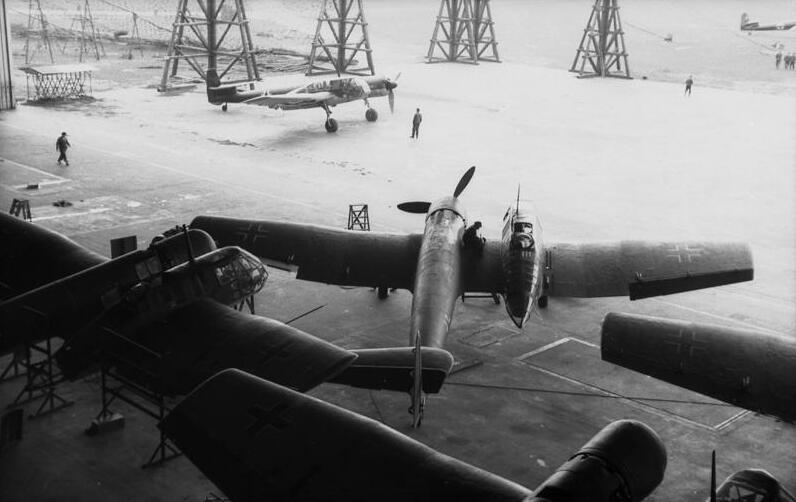

- Экипаж: 3 человека (пилот, наблюдатель, стрелок)
- Длина: 14 м
- Размах крыла: 14 м
- Высота: 3,6 м
- Площадь крыла: 53 м²
- Вес пустого самолёта: 4 700 кг
- Снаряжённый вес: 5 700 кг
- Силовая установка: 1 × BMW 801, 1 × 1160 кВт (1 560 л. с.)

### Эксплуатационные
- Максимальная скорость: 438 км/ч на высоте 3500 м
- Дальность действия: 1200 км
- Практический потолок: 10000 м
- Скороподъёмность: 9,5 м/с
- Удельная нагрузка на крыло: 60,2 кг/м²
- Соотношение мощность/вес: 448 Вт/кг

### Вооружение
- 2 × 7,92 мм пулемёты MG 15
- 2 × 7,92 мм пулемёты MG 17